# 박민규 (야구 선수)
박민규(朴珉奎, 1990년 9월 12일 ~ )는 전 KBO 리그 삼성 라이온즈의 투수이다.

## 삼성 라이온즈시절
경남고등학교를 졸업한 후, 2009년에 삼성 라이온즈의 2차 1라운드 지명을 받아 계약금 1억 6,000만원, 연봉 2,000만원에 입단하였다. 정확한 컨트롤과 느린 공으로 팬들과 여러 야구 팬들에게 제2의 전병호라고 불리기도 했다. 2009년 8월 16일 KIA전에 첫 등판하여 가능성을 보여줬고 2009년 8월 28일 SK전에서 처음으로 선발 등판했다. 차우찬의 난조로 승리는 기록하지 못했으나, 송은범이 상대였었던 첫 선발 등판에서 5이닝 2실점으로 호투했다. 2009년에는 1군 9경기에 등판하여 승리 없이 2패 평균자책점 4.95를 기록했다.
이후에는 기회를 잃어 2군에 머물렀다.

## 경찰 야구단시절
2012 시즌 후 경찰청에 입대하여 군 복무를 마쳤다. 경찰청에 입대한 후 팔꿈치 부상에 시달렸다. 경찰청에 입대한 첫 해에는 팔꿈치 수술을 받아 퓨처스 리그에 등판하지 못했으며,

## 삼성 라이온즈복귀
제대하고 팀에 복귀한 후에는 2014년 10월에 팔꿈치 뼛조각이 발견되어 다시 한 번 수술대에 올랐다. 별다른 활약을 보여 주지 못하고 2017 시즌 후 방출됐다.

## 출신 학교
- 금동초등학교
- 경남중학교
- 경남고등학교

## 통산 기록
| 연도 | 팀명  | 평균자책점 | 경기 | 완투 | 완봉 | 승 | 패 | 세 | 홀 | 승률  | 타자 | 이닝 | 피안타 | 피홈런 | 볼넷 | 사구 | 탈삼진 | 실점 | 자책점 |
| ---- | ----- | ---------- | ---- | ---- | ---- | -- | -- | -- | -- | ----- | ---- | ---- | ------ | ------ | ---- | ---- | ------ | ---- | ------ |
| 2009 | 삼성  | 4.95       | 9    | 0    | 0    | 0  | 2  | 0  | 0  | 0.000 | 90   | 20   | 19     | 2      | 16   | 0    | 8      | 12   | 11     |
| 2010 | 삼성  | 5.40       | 2    | 0    | 0    | 0  | 0  | 0  | 0  | -     | 25   | 5    | 6      | 0      | 4    | 0    | 6      | 3    | 3      |
| 2011 | 삼성  | 8.10       | 7    | 0    | 0    | 0  | 0  | 0  | 0  | -     | 35   | 6.2  | 9      | 1      | 6    | 0    | 3      | 6    | 6      |
| 2016 | 삼성  | 4.26       | 6    | 0    | 0    | 0  | 0  | 0  | 0  | -     | 29   | 6.1  | 7      | 0      | 5    | 0    | 4      | 3    | 3      |
| 통산 | 4시즌 | 5.45       | 24   | 0    | 0    | 0  | 2  | 0  | 0  | 0.000 | 179  | 38   | 41     | 3      | 31   | 0    | 21     | 24   | 23     |